# 拉氏同心蛤
是帘蛤目同心蛤科同心蛤属的一种。主要分布于中国大陆、台湾，常栖息在潮下带。